# Sebastian Szypuła
Sebastian Szypuła (14 de septiembre de 1992) es un deportista polaco que compite en piragüismo en la modalidad de aguas tranquilas. Ganó una medalla de oro en el Campeonato Mundial de Piragüismo de 2013, en la prueba de K1 4 × 200 m, y una medalla de bronce en el Campeonato Europeo de Piragüismo de 2012, en la prueba de K2 200 m.

## Palmarés internacional
| Campeonato Mundial | Campeonato Mundial   | Campeonato Mundial | Campeonato Mundial |
| Año                | Lugar                | Medalla            | Competición        |
| ------------------ | -------------------- | ------------------ | ------------------ |
| 2013               | Duisburgo (Alemania) | Medalla de oro     | K1 4 × 200 m       |
| Campeonato Europeo |                      |                    |                    |
| Año                | Lugar                | Medalla            | Competición        |
| 2012               | Zagreb (Croacia)     | Medalla de bronce  | K2 200 m           |